# Ранґіт
Ранґіт (англ. Rangeet River) — річка в Індії, притока річки Тіста, найбільшої річки індійського штату Сіккім.
Рангіт починається в Гімалаях на території округу Західний Сіккім. Річка повноводна протягом всього року, наприкінці весни та на початку літа вона живлеться снігами Гімалаїв, а вкінці літа та на початку осені — мусонними дощами. Рангіт вливається до Тісти біля міста Тіста-Базар на кордоні Сіккіму і Західного Бенгалу, кілька кілометрів її течії формують кордон між двома штатами.
Річка дуже популярна для рафтінгу. Головними поселеннями на її берегах є Джоретанґ, Пеллінґ і Леґшіп.

## Каскад ГЕС
На річці розташовано ГЕС компанії NHPC ГЕС Ранґіт ІІІ, ГЕС Ранґіт IV, ГЕС Джоретанг.
| Індія | Це незавершена стаття з географії Індії. Ви можете допомогти проєкту, виправивши або дописавши її. |